# Tomé Vera Cruz

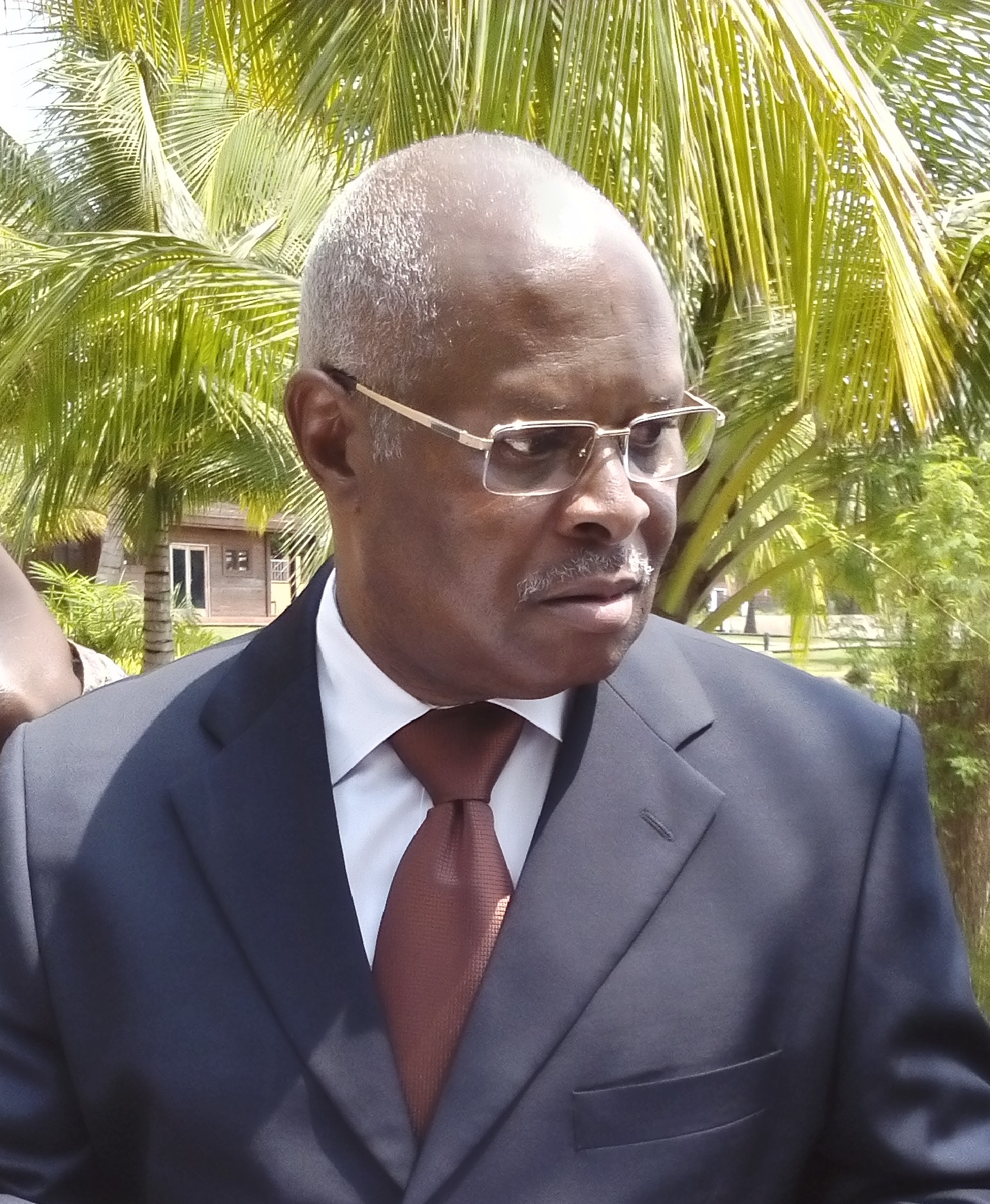
Tomé Vera Cruz.

Tomé Vera Cruz (* 1953) ist ein Politiker auf São Tomé und Príncipe. Er ist Generalsekretär der Koalition Movimento Democrático das Forças da Mudança–Partido da Convergência Democrática (MDFM-PCD) und war von April 2006 bis Februar 2008 Premierminister im Kabinett Vera Cruz, als auch Minister für soziale Kommunikation und regionale Integration.
Als Nachfolger von Maria do Carmo Silveira war Vera Cruz seit dem 21. April 2006 der Ministerpräsident des Inselstaats, bis er nach einer Niederlage seiner Partei im Parlament bei einer Abstimmung über den Haushalt für 2008 vom Amt des Regierungschefs zurücktrat.
Daraufhin folgte ihm am 14. Februar 2008 Patrice Trovoada, Vorsitzender der Acção Democrática Independente (ADI), im Amt – nachdem die im Parlament bestimmende MDFM-PCD und Trovoadas Partei ADI eine Allianz und eine „Aufteilung der Macht“ (power-sharing pact) beschlossen.